# Nationale Sluitingsprijs 2008
Il Nationale Sluitingsprijs 2008, settantacinquesima edizione della corsa, valevole come prova del circuito UCI Europe Tour 2008 categoria 1.1, si svolse il 14 ottobre 2008 per un percorso di 177,2 km. Fu vinto dall'olandese Hans Dekkers, che giunse al traguardo in 3h38'11" alla media di 48,741 km/h.
Dei 106 ciclisti partiti da Putte furono in 60 a portare a termine il percorso.

## Ordine d'arrivo (Top 10)
| Pos. | Corridore              | Squadra      | Tempo    |
| ---- | ---------------------- | ------------ | -------- |
| 1    | Hans Dekkers           | Mitsubishi   | 3h38'11" |
| 2    | Tom Boonen             | QuickStep    | s.t.     |
| 3    | Tom Veelers            | Skil-Shimano | s.t.     |
| 4    | Kristof Goddaert       | Topsport Vl. | s.t.     |
| 5    | Piet Rooijakkers       | Skil-Shimano | s.t.     |
| 6    | Ward Bogaert           | Profel Cont. | s.t.     |
| 7    | Troels Ronning Vinther | Cycle Coll.  | s.t.     |
| 8    | Wouter Mol             | P3 Transfer  | s.t.     |
| 9    | Jef Peeters            | Profel Cont. | s.t.     |
| 10   | Sven Renders           | Topsport Vl. | s.t.     |